# Њу Стрејтсвил (Охајо)
Њу Стрејтсвил (енгл. New Straitsville) град је у америчкој савезној држави Охајо.

## Демографија
По попису из 2010. године број становника је 722, што је 52 (-6,7%) становника мање него 2000. године.
| Група             | 2000.       | 2010.       |
| Белци             | 746 (96,4%) | 687 (95,2%) |
| Афроамериканци    | 1 (0,1%)    | 3 (0,4%)    |
| Азијати           | 0 (0,0%)    | 0 (0,0%)    |
| Хиспаноамериканци | 18 (2,3%)   | 5 (0,7%)    |
| Укупно            | 774         | 722         |